# Guerra dei contadini tedeschi
(Martin Lutero, Wider die Mordischen und Reubischen Rotten der Bawren (Contro la masnada assassina e rapinatrice dei contadini))
La guerra dei contadini tedeschi (in tedesco der deutsche Bauernkrieg) fu una rivolta popolare nell'Europa rinascimentale all'interno del Sacro Romano Impero, che avvenne tra il 1524 e il 1526. Come il precedente movimento della Lega della scarpa e come le guerre hussite, fu un insieme di rivolte per motivi economici e religiosi di contadini, ma anche abitanti delle città e nobili. Il movimento non possedeva un programma comune.
Il conflitto, che si svolse principalmente nelle aree meridionali, centrali e occidentali dell'odierna Germania, ma che influenzò anche aree confinanti delle odierne Svizzera e Austria comprese l'odierno Alto Adige (capeggiato da Michael Gaismair) e parte del Trentino (dove prese il nome di "Guerra rustica" o "guerra dei carneri" e dalla quale si distinse la figura di Francesco Castellalto), coinvolse al suo apice, nella primavera-estate del 1525, un numero stimato intorno ai 300 000 contadini insorti. Le fonti dell'epoca stimano in 100 000 il numero dei morti.
La guerra trovò ragioni etiche, teoriche e teologiche nella riforma protestante, le cui critiche ai privilegi e alla corruzione della Chiesa Cattolica Romana sfidarono l'ordine religioso e politico costituito.
La guerra dei contadini, tuttavia, rifletté anche un radicato malcontento sociale: per comprenderne le cause si devono esaminare le strutture mutanti delle classi sociali in Germania e le loro mutue relazioni. Queste classi erano quelle dei principi, dei nobili minori, dei prelati, dei patrizi, dei borghigiani, dei plebei e dei contadini.

## Classi sociali nel Sacro romano Impero del XVI secolo

### I prìncipi
I principi svolgevano il ruolo di principali centralizzatori dei loro territori. Erano quasi autocratici nel loro modo di regnare e a malapena riconoscevano qualsiasi autorità che le proprietà terriere cercavano di asserire. I principi avevano il diritto di imporre tasse e prendere a prestito denaro in base ai loro bisogni. I costi crescenti dell'amministrazione e della struttura militare costrinsero i principi ad alzare il costo della vita dei propri sudditi. La nobiltà minore e il clero non pagavano tasse ed erano spesso dalla parte del principe. Molte città godevano di privilegi che le proteggevano dalle tasse e quindi il grosso del fardello gravava sui contadini. I principi spesso tentavano di costringere alla servitù i contadini liberi, attraverso una tassazione sempre più pesante e soffocante, così come tramite l'introduzione della legge civile romana. Questa contribuiva maggiormente alla loro corsa al potere, in quanto riduceva tutte le terre a loro proprietà privata e spazzava via il concetto feudale della terra come rapporto di fiducia tra signore e contadino, che prevedeva diritti come anche obblighi per entrambi. Nel mantenere i resti di una legge antica che dava ai principi la loro forza di legittimazione, essi non solo aumentavano il loro benessere e la posizione all'interno dell'impero (attraverso la confisca di tutte le proprietà e le entrate), ma anche il loro dominio sui contadini loro sudditi. In base a questa antica legge, i contadini non potevano fare molto più che resistere passivamente. Anche allora il principe aveva il controllo assoluto su tutti i suoi servi e i loro possedimenti e poteva punirli come riteneva più opportuno. Cavare occhi e mozzare dita non erano pratiche fuori dal comune. Fino a quando Thomas Müntzer e altri radicali come lui non rigettarono i fattori legittimanti della legge antica e impiegarono la legge divina per sobillare il popolo, le sollevazioni rimasero isolate, senza supporto e facilmente sedate.
I progressi tecnologici del tardo medioevo furono sufficienti a rendere obsoleta la nobiltà minore dei cavalieri. L'introduzione della scienza militare e la crescente importanza della polvere da sparo e della fanteria, ridussero il ruolo della cavalleria pesante e l'importanza strategica dei castelli. Lo stile di vita lussuoso prosciugava quel poco di entrate di cui disponevano, mentre i prezzi continuavano a salire. I cavalieri esercitavano il loro antico diritto di saccheggiare la campagna attraverso rapine, estorsioni e ricatti, allo scopo di strizzare quanto possibile dai loro territori. I cavalieri erano amareggiati per il loro progressivo impoverimento e per il loro ricadere sempre più sotto la giurisdizione dei principi. Quindi le due classi erano in costante conflitto. Essi inoltre consideravano il clero come arrogante e superfluo e ne invidiavano le enormi ricchezze e i privilegi assicurati dagli statuti ecclesiastici. In aggiunta, tra cavalieri e cittadini patrizi aumentavano le discussioni. I primi erano spesso indebitati con le città. I cavalieri "ne saccheggiavano il territorio, ne rapinavano i mercanti e li tenevano prigionieri nelle loro torri per chiedere un riscatto".

### Il clero
La classe clericale stava perdendo il suo posto come autorità intellettuale su tutte le questioni inerenti allo Stato. Il progresso della stampa e l'estendersi dei commerci, oltre al diffondersi dell'umanesimo rinascimentale, innalzarono il tasso d'istruzione in tutto l'impero. Venne di conseguenza ridotto il monopolio clericale sull'educazione superiore. Il passare del tempo aveva visto le istituzioni regionali cattoliche scivolare nella corruzione diffusa. Le ben note infrazioni di simonia, pluralismo e ignoranza clericale erano lampanti. Vescovi, arcivescovi, abati e priori sfruttavano i loro soggetti nello stesso modo spietato dei principi regionali. Le istituzioni cattoliche impiegavano l'ostentata autorità della religione come mezzo principale per estorcere al popolo le sue ricchezze. In aggiunta alla vendita delle indulgenze, essi fabbricavano miracoli, fondavano case di preghiera e tassavano direttamente il popolo. La maggiore indignazione sulla corruzione della Chiesa avrebbe infine spinto Martin Lutero ad affiggere le sue 95 tesi sul portone della cattedrale di Wittenberg, incitando altri riformatori a ripensare radicalmente la dottrina e l'organizzazione della chiesa.

### I patrizi
Col crescere delle gilde e della popolazione urbana, i cittadini patrizi si confrontavano con una sempre maggiore opposizione. I patrizi erano famiglie benestanti che sedevano nei consigli cittadini e reggevano tutti gli incarichi amministrativi. Di conseguenza prendevano tutte le decisioni amministrative e usavano le finanze a loro piacimento. Similmente al potere dei principi, essi potevano ricavare entrate dai loro contadini in ogni modo possibile. Pedaggi arbitrari su strade, ponti e porte potevano essere istituiti a piacere. Essi revocarono gradualmente le terre comuni e resero illegale per un contadino pescare o far legna in quella che era una volta terra di tutti. Venivano esatte anche le tasse delle gilde. Tutte le entrate incamerate non erano amministrate formalmente e i conti sui libri cittadini erano trascurati. Conseguentemente, appropriazione indebita e frode erano pratica comune e la classe patrizia, vincolata da legami familiari, divenne sempre più ricca e sfruttatrice.

### I borghigiani
I patrizi cittadini divennero sempre più criticati dalla nascente classe borghigiana. I borghigiani erano una classe composta da cittadini che spesso reggevano incarichi amministrativi nelle gilde o lavoravano essi stessi come mercanti. Per i borghigiani, il loro crescente benessere era motivo sufficiente per la loro pretesa del diritto di controllo sull'amministrazione cittadina. Essi chiesero apertamente un'assemblea cittadina composta da patrizi e borghigiani, o almeno una restrizione della simonia, con diversi seggi destinati ai borghigiani. Essi si opponevano inoltre al clero, che veniva percepito come se avesse oltrepassato i suoi limiti e non avesse sostenuto i suoi doveri religiosi. L'opulenza e la pigrizia del clero fecero crescere il malcontento tra i borghigiani. Questi ultimi domandarono la fine dei privilegi speciali del clero, come la libertà dalla tassazione, e una riduzione del loro numero. I borghigiani modificarono le gilde: da un sistema di apprendistato di artigiani e commercianti a uno di gestione del capitale e del proletariato. Il borghigiano "mastro artigiano" possedeva il suo laboratorio e i suoi strumenti di lavoro. Egli permetteva all'apprendista l'uso della bottega e degli attrezzi, oltre a fornire i materiali necessari al completamento del prodotto, in cambio di un compenso dipendente dalla lunghezza del lavoro oltre alla qualità e quantità del prodotto. Gli artigiani non avevano più l'opportunità di scalare i ranghi della gilda, e venivano tenuti in una posizione in cui erano privati dei diritti civici.

### I plebei
I plebei erano la nuova classe di lavoratori urbani, artigiani e vagabondi. Anche i piccoli borghigiani andati in rovina si unirono alle loro file. I lavoratori urbani e gli artigiani ricordano la moderna classe operaia, nel senso che costituivano una nucleo di lavoratori impiegati nelle numerose botteghe attive nelle città. L'artigiano, anche se tecnicamente era un borghigiano potenziale, era impedito ad accedere alle posizioni più alte occupate dalle famiglie ricche. Quindi la loro posizione di "temporaneamente" al di fuori dei diritti civici, divenne molto più che una caratteristica permanente degli inizi della moderna produzione industriale. I plebei non possedevano nemmeno le proprietà che i borghigiani rovinati o i contadini ancora avevano. Essi erano cittadini senza terra e senza diritti, una testimonianza del decadimento della società feudale. Fu in Turingia che la rivoluzione, incentrata attorno a Müntzer, avrebbe dato alle fazioni di lavoratori plebei la sua maggiore espressione. Le loro richieste erano di completa parità sociale ed essi iniziarono a riconoscere, con l'aiuto di Müntzer, che la società rigogliosa era guidata da loro, dal basso, e non il contrario. Le autorità gerarchiche dell'epoca, ovviamente e come sempre del resto, furono rapide a soffocare con indicibile violenza tali ideali esplosivi, che in fin dei conti erano la principale minaccia alla loro tradizionale autorità.

### I contadini
Nello strato più basso della società restavano i contadini. Essi sostenevano tutti i restanti strati della società, non solo attraverso la tassazione diretta, ma con la produzione agricola e l'allevamento del bestiame. Il contadino era proprietà di qualunque persona di cui egli fosse suddito. Che fosse un vescovo, un principe, una città o un nobile, il contadino e tutte le cose ad esso associate erano soggetti a qualsiasi capriccio; il signore poteva prendere il cavallo del contadino e cavalcarlo a piacere. L'unica speranza dei contadini era un'unità di ideali che travalicasse i confini provinciali. Müntzer avrebbe riconosciuto che la recente diluizione delle strutture di classe forniva agli strati più bassi della società una maggiore forza di legittimazione nella loro rivolta, oltre a un maggiore spazio per conquiste politiche e socio-economiche.

## Lotta di classe e riforma
(Thomas Müntzer, Confutazione ben fondata, 1524)
Le nuove classi e i loro rispettivi interessi erano sufficienti ad ammorbidire l'autorità del vecchio sistema feudale. L'incremento del commercio internazionale e l'industria non solo mettevano a confronto i prìncipi con i crescenti interessi della classe mercantile, ma allargarono anche la base degli interessi delle classi basse (i contadini e ora anche i lavoratori urbani). L'interposizione dei borghigiani e la necessaria classe plebea indebolirono l'autorità feudale, poiché entrambe le classi si opponevano ai vertici, opponendosi al tempo stesso l'un l'altra. L'introduzione della classe plebea rafforzò gli interessi delle classi più basse in diversi modi. Invece della classe contadina come unica classe oppressa e tradizionalmente servile, i plebei aggiunsero una nuova dimensione che rappresentava interessi di classe similari, senza una storia di completa oppressione. Nel 1526 la ribellione fu spenta. Il numero complessivo delle vittime, fra uccisi e giustiziati, viene calcolato a più di 100 000. Le atrocità commesse dai contadini sono state di molto superate dagli atti di vendetta dei signori. I contadini non ottennero nulla. Solo pochi furono i signori e i principi, che concedettero loro qualche miglioramento; i più li sottomisero a castighi e multe. Tuttavia la loro posizione generale non peggiorò, nell'essenziale, e nel suo insieme rimase invariata.
Similarmente, la diluizione della lotta di classe portò ad una più forte opposizione all'istituzione cattolica. Che fosse sincera o meno, la Chiesa cattolica si trovò sotto il tiro di ogni classe della nuova gerarchia del tardo medioevo. Una volta consce di ciò, le classi più basse (plebei e contadini) non poterono più sopportare il completo sfruttamento che avevano sofferto dalle classi superiori; il clero figurava per loro tra i più colpevoli. I borghesi e i nobili disprezzavano l'apatia e l'inattività della vita clericale. Essendo le "classi più privilegiate", per intraprendenza e tradizione rispettivamente (ed entrambe per sfruttamento), esse sentivano che il clero stava mietendo benefici (come l'esenzione dalle tasse e le decime ecclesiastiche) ai quali non aveva diritto. Quando la situazione fu propizia, anche i prìncipi avrebbero abbandonato il cattolicesimo in favore di un'indipendenza politica e finanziaria, ed aumentarono il potere nel loro territorio.
I contadini delle varie zone esposero inizialmente il loro malcontento e le loro richieste con una serie di lamentele e di lettere pubbliche.
Dopo che migliaia di articoli di lamentela vennero compilati e presentati dalle classi basse in numerosi villaggi, ma senza alcun risultato, la rivoluzione esplose. Le parti si divisero in tre distinti gruppi con legami inesorabili alla struttura di classe. Il campo cattolico consisteva naturalmente del clero, dei patrizi e di prìncipi che contrastavano qualsiasi opposizione all'ordine del cattolicesimo. La parte moderata riformatrice consisteva principalmente di borghesi e prìncipi. I borghesi vedevano un'opportunità di guadagnare potere nei consigli urbani, poiché la Chiesa riformata proposta da Lutero sarebbe stata fortemente centralizzata nelle città e condannava la comune pratica patrizia del nepotismo, con il quale veniva tenuta una presa salda sulla burocrazia. Similarmente, i principi potevano ottenere ulteriore autonomia, non solo dall'imperatore cattolico Carlo V, ma anche dagli onerosi bisogni della Chiesa cattolica di Roma. I plebei e i contadini, e tutti quelli solidali alla loro causa, componevano il campo rivoluzionario, guidato da predicatori come Thomas Müntzer. Questo campo desiderava spezzare il giogo della società tardo-medievale e forgiarne una nuova, interamente nel nome di Dio.

### I12 Articoli
Contadini e plebei in tutta la Germania compilarono innumerevoli liste di articoli che delineavano le loro lamentele. I famosi 12 articoli dei contadini della Foresta Nera, vennero infine messi a punto da Christoph Schappeler di Memmingen e Sebastian Lotzer, e adottati come una sorta di "manifesto".
I 12 articoli chiedevano in sostanza la rivendicazione di alcune scelte socio-religiose, il ripristino dei propri diritti aboliti, la diminuzione dei carichi fiscali e di corvé. In sintesi:
- 1. le comunità eleggono i propri parroci
- 2. riduzione della decima per il parroco al suo solo sostentamento, il resto ai poveri
- 3. liberazione dalla servitù della gleba
- 4-5 restituzione delle terre comuni, dei corsi d'acqua e dei boschi alle comunità; ripristino della libertà di caccia
- 6. diminuzione delle corvé
- 7. servizi al signore locale in libertà e dietro pagamento di denaro
- 8. revisione dei canoni (retribuzione e affitto)
- 9. revisione delle pene secondo il diritto tradizionale scritto, invece dell'arbitrio del signore locale
- 10. riappropriazione dei pascoli e dei campi di uso comune da parte delle comunità
- 11. eliminazione del "mortuario" (diritto del signore feudale di appropriarsi delle proprietà alla morte del capofamiglia)
- 12. revisione dei 12 articoli sulla base della parola di Dio ed invalidazione di quelli che sono illegittimi secondo la Scrittura

## L'apice della guerra e la sua fine
Le eloquenti dichiarazioni degli articoli circa le lamentele sociali, politiche ed economiche, nel sempre più popolare ambito protestante, unificarono la popolazione nella massiccia sollevazione che scoppiò inizialmente nella Bassa Svevia nel 1524. La rivolta si diffuse rapidamente in altre aree della Germania.
In alcune zone la rivolta mantenne i caratteri violenti della rapina, del saccheggio e dell'incendio a castelli, conventi e monasteri. In altre zone la rivolta si sviluppò con caratteri più organizzati, fino ad arrivare alla costituzione di gruppi organizzati militarmente, come nel caso del "Battaglione Nero" (Schwarzer Haufen) del comandante lanzichenecco Florian Geyer.
L'Impero, l'alta nobiltà e l'alta borghesia organizzarono la Lega Sveva comandata dal duca Giorgio di Waldburg. Il dissidente religioso Martin Lutero, già condannato come eretico con l'Editto di Worms del 1521, e accusato all'epoca di aver fomentato la lotta, rigettò le richieste degli insorti e sostenne il diritto dei governanti tedeschi di sopprimere le rivolte, ma il suo ex seguace Thomas Müntzer, si fece notare come agitatore radicale in Turingia.
Le battaglie iniziali videro la vittoria delle formazioni di contadini, ma il movimento dei contadini fallì quando città e nobili concordarono una loro pace con gli eserciti principeschi, che ripristinarono il vecchio ordine, spesso in forma ancor più dura, nominalmente per conto del sacro romano imperatore Carlo V, rappresentato per le questioni tedesche dal fratello minore Ferdinando.

## I profeti di Zwickau e la Guerra dei contadini
Il 27 dicembre 1521, tre "profeti" apparvero a Wittenberg, provenienti da Zwickau: Thomas Dreschel, Nicolas Storch e Mark Thomas Stübner. La riforma di Lutero non era per loro abbastanza. Come la Chiesa cattolica, Lutero praticava il battesimo degli infanti, che gli antipedobattisti consideravano essere «...né scritturale né primitivo, né soddisfacente alle principali condizioni di ammissione in una visibile fratellanza di santi, spirito, pentimento, fede, illuminazione personale e libera resa di sé a Cristo.»
Il teologo riformatore e associato di Lutero, Filippo Melantone, impotente di fronte all'entusiasmo con cui il suo co-riformatore Andrea Carlostadio simpatizzava con gli insorti, si appellò a Lutero, ancora nascosto nel Wartburg. Lutero fu cauto nel non condannare subito la nuova dottrina, ma consigliò a Melantone di trattarli gentilmente per provare il loro spirito. Ci fu confusione a Wittenberg, dove scuole e università si schierarono con i "profeti" e vennero chiuse. Da qui l'accusa che gli antipedobattisti fossero nemici dell'apprendimento, che è sufficientemente rigettata dal fatto che la prima traduzione in tedesco dei profeti ebraici fu fatta e stampata da due di loro, Hetzer e Denck, nel 1527.
Il 6 marzo Lutero tornò, parlò con i profeti, disprezzò i loro "spiriti", li cacciò dalla città, e fece espellere i loro aderenti da Zwickau e Erfurt. Essendosi visti negato l'accesso alle chiese, essi predicarono e celebrarono i sacramenti in abitazioni private. Scacciati dalle città si diffusero nelle campagne. Costretto a lasciare Zwickau, Müntzer visitò la Boemia, risiedette per due anni ad Allstedt in Turingia, e nel 1524 passò qualche tempo in Svizzera. Durante questo periodo proclamò la sua dottrina rivoluzionaria su religione e politica con crescente veemenza, e per quanto riguardava le classi più basse, con sempre maggior successo.
In origine rivolta contro l'oppressione feudale, essa divenne, sotto la guida di Müntzer, una guerra contro tutte le autorità costituite, e un tentativo di stabilire con la forza il suo ideale di comunità cristiana, con l'uguaglianza assoluta e la comunione dei beni. La sconfitta totale degli insorti, guidati da Thomas Müntzer al grido di battaglia omnia sunt communia (tutto è di tutti), nella Battaglia di Frankenhausen (15 maggio 1525) e seguita dalla cattura, tortura ed esecuzione di Müntzer e di diversi altri capi, soffocò la rivolta: la sua sconfitta fu definitiva dopo che negli altri scontri militari furono debellate completamente le formazioni e le bande contadine esistenti.
Gli ultimi echi delle rivolte si ebbero nel 1525–26 in Tirolo e in Trentino, dove i contadini guidati da Michael Gaismair riuscirono a stilare degli statuti regionali, subendo però negli anni a seguire la forte repressione da parte del potere asburgico.